# Den helige store martyren Görans kyrka, Zdravinje
Den helige store martyren Görans kyrka (serbisk kyrilliska: Црква Светог великомученика Георгија; latinska: Crkva Svetog velikomučenika Georgija; kyrkslaviska: Це́рковь свѧтого великомꙋ́ченика Геѡ́ргїѧ Побѣдоно́сца) är en serbisk-ortodox kyrkobyggnad belägen i byn Zdravinje i staden Kruševac, i regionen Šumadija och västra Serbien i Serbien.
Kyrkan är helgad åt den romerske soldaten, martyren och helgonet Sankt Göran. Den tillhör Kruševacs stift.

## Bilder

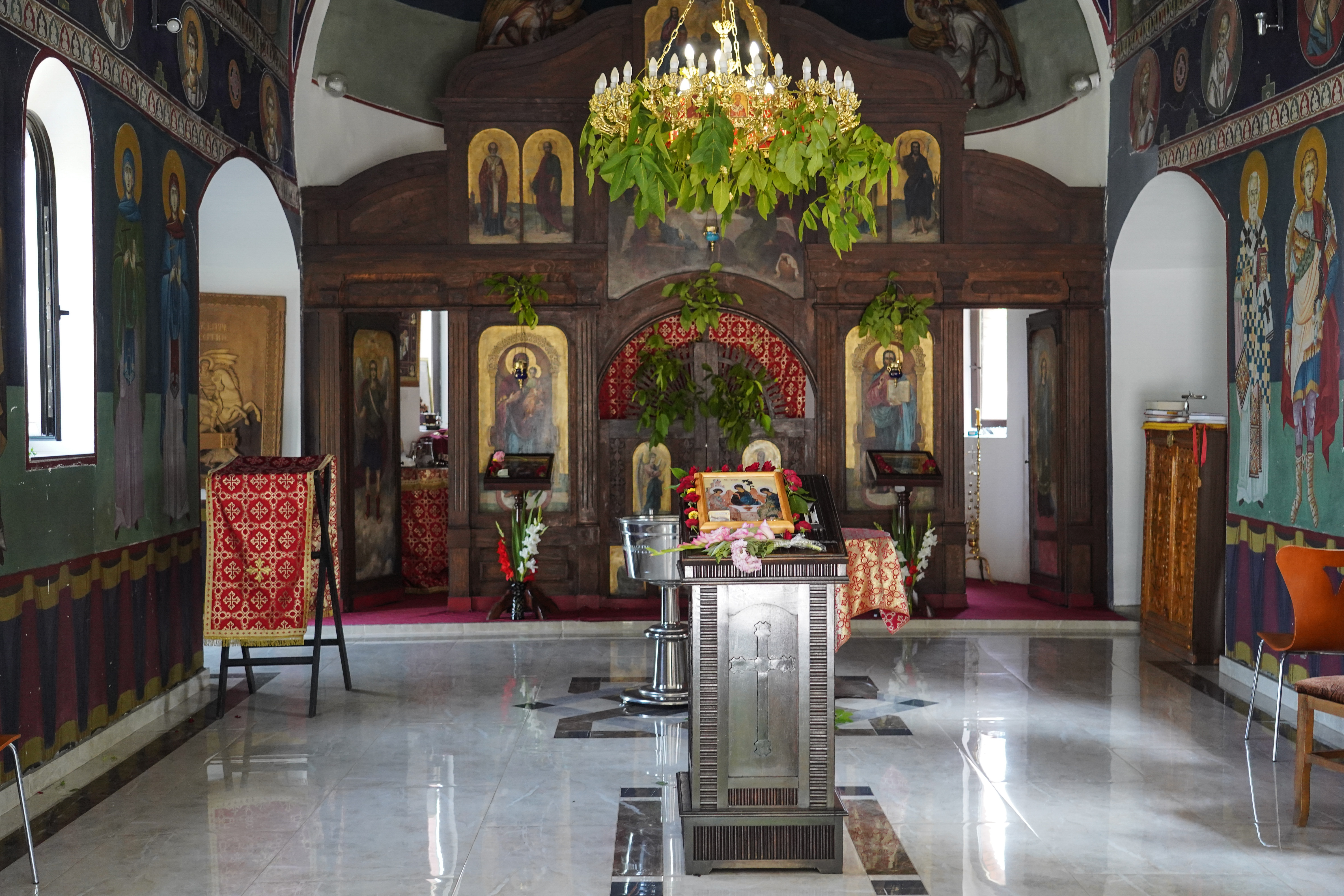
Kyrkans interiör mot ikonostasen.
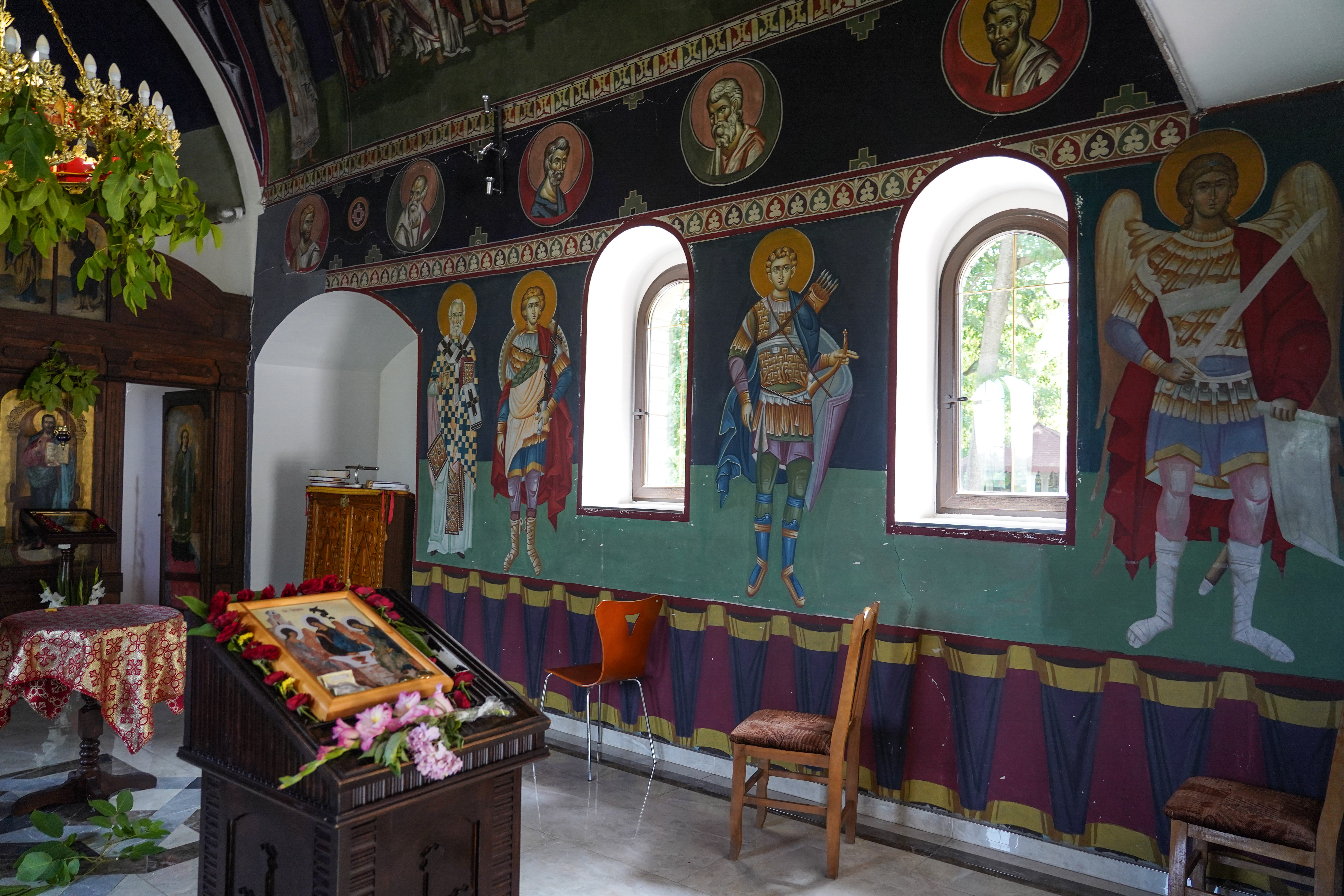
Interiören.
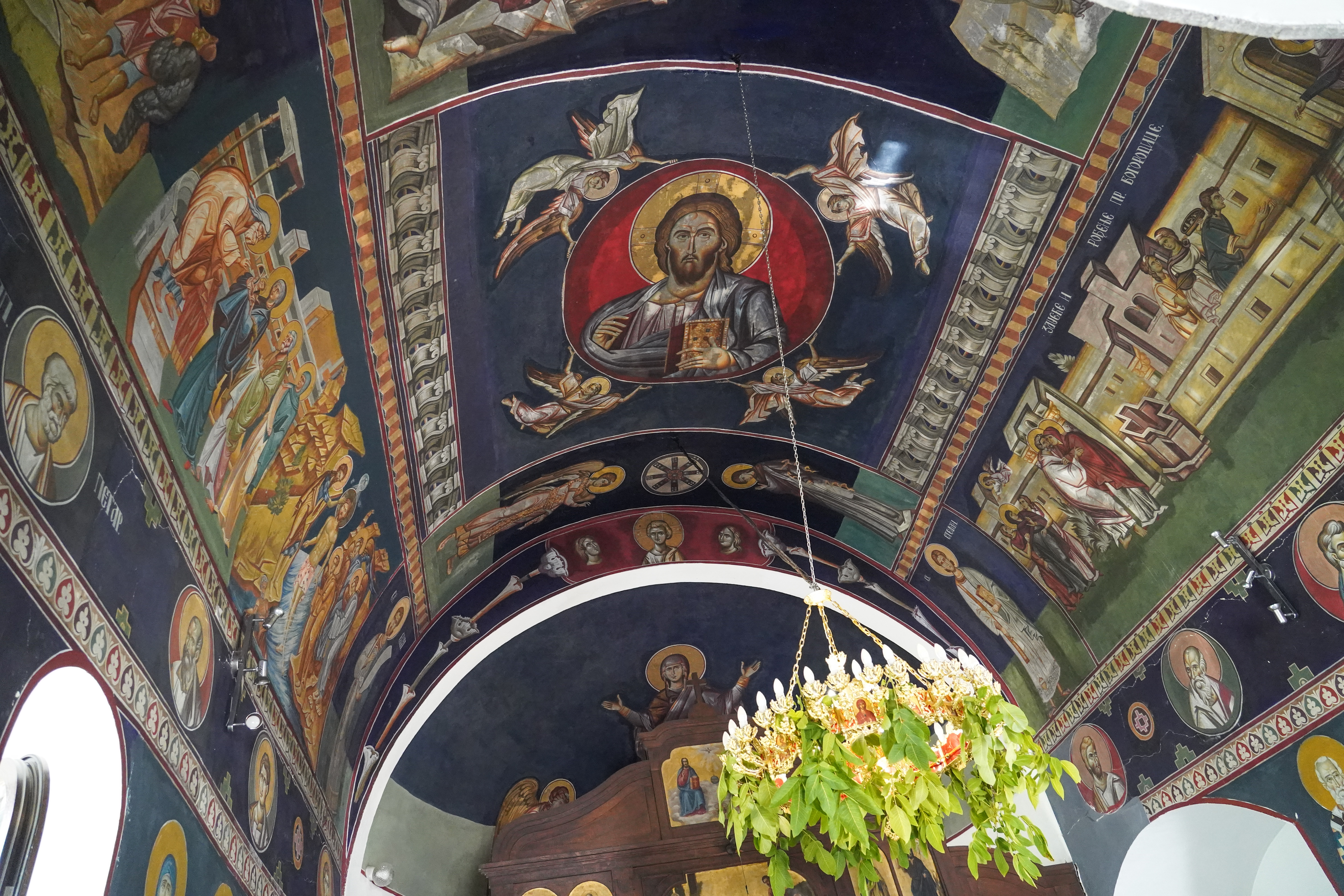
Interiören.